# بلاك (مغني)
كولن فيرنكومب (بالإنجليزية: Black)‏ ‏(26 مايو 1962 - 26 يناير 2016)، هو مغني إنجليزي بدأ مسيرته الفنية عام 1981 يُعرف فنياً باسم بلاك.

## وصلات خارجية
- بلاك على موقع IMDb (الإنجليزية)
- بلاك على موقع ميوزك برينز (الإنجليزية)
- بلاك على موقع ميوزك برينز (الإنجليزية)
- بلاك على موقع أول ميوزيك (الإنجليزية)
- بلاك على موقع ديسكوغز (الإنجليزية)
- بلاك على موقع ديسكوغز (الإنجليزية)

- الموقع الرسمي